# Ton de Leeuw
Ton de Leeuw, właśc. Antonius Wilhelmus Adrianus de Leeuw (ur. 16 listopada 1926 w Rotterdamie, zm. 31 maja 1996 w Paryżu) – holenderski kompozytor.

## Życiorys
Był bratem Reinberta de Leeuwa. Studiował kompozycję w Amsterdamie u Henka Badingsa oraz w Paryżu u Oliviera Messiaena i Thomasa de Hartmanna. W latach 1954–1956 odbył ponadto studia muzykologiczne u Jaapa Kunsta. Odbył podróże badawcze do Iranu, Indii, Japonii i na Filipiny. W latach 1954–1959 pracował w rozgłośni radiowej w Hilversum. W 1959 roku objął klasę kompozycji w konserwatorium w Amsterdamie, w 1972 roku objął funkcję jego dyrektora. W latach 1962–1984 wykładał także na Uniwersytecie Amsterdamskim.
Laureat Prix Italia (1956), Prix des Jeunesses Musicales (1961), nagrody im. Mathijsa Vermeulena (1982) oraz nagrody im. Johana Wagenaara (1983). Opublikował pracę Muziek van de Twintigste Eeuw (Utrecht 1964).

## Twórczość
W swoich kompozycjach próbował wypracować indywidualny styl, łączący dziedzictwo muzyki europejskiej z tradycjami kultur muzycznych Dalekiego Wschodu. Muzyka de Leeuwa jest silnie statyczna, dominują w niej elementy modalne, emocjonalność i ekspresja ulegają daleko posuniętej redukcji.

## Wybrane kompozycje
(na podstawie materiałów źródłowych)

### Utwory orkiestrowe
- Concerto Grosso na smyczki (1946)
- Treurmuziek, in memoriam Willem Pijper (1948)
- 3 symfonie (I na smyczki i perkusję 1950, II na smyczki 1951, III na instrumenty dęte 1964)
- Plutos-Suite (1952)
- 2 koncerty skrzypcowe (I 1953, II 1961)
- Suita na orkiestrę młodzieżową (1954)
- Mouvements rétrogrades (1957)
- taniec orkiestrowy Nritta (1961)
- Ombres (1961)
- Syntaxis II (1966)
- Spatial Music I na 32–48 wykonawców (1966)
- Spatial Music III na orkiestrę kameralną (1967)
- Spatial Music IV: Homage to Igor Stravinsky na orkiestrę kameralną (1968)
- Music na smyczki (1970)
- Gending, a Western homage to the musicians of the gamelan na gamelan (1975)
- Alba (1982, zrewid. 1986)
- Résonances (1985)
- Koncert na 2 gitary i kameralną orkiestrę smyczkową (1988)
- Danses sacrées na fortepian i orkiestrę (1990)

### Utwory kameralne
- Trio na skrzypce, altówkę i wiolonczelę (1948)
- Sonata na flet (1949)
- Sonata skrzypcowa (1951)
- Trio na flet, klarnet i fortepian (1952)
- 5 Sketches na obój, klarnet, fagot, skrzypce, altówkę i wiolonczelę (1952)
- Andante en vivace na flet i fortepian (1955)
- Sonatina na skrzypce (1955)
- 2 kwartety smyczkowe (I 1958, II na kwartet smyczkowy i taśmę 1964)
- Antiphonie na kwintet dęty i elektroniczne źródła dźwięku (1960)
- Schelp na flet, altówkę i gitarę (1964)
- The 4 Seasons na harfę (1964)
- Night Music na flet (1966)
- Music na skrzypce (1967)
- Music na obój (1969)
- Music na organy i zespół kameralny (1970–1971)
- Reversed Night na flet (1971)
- Spatial Music II na perkusję (1971)
- Midare na marimbę (1972)
- Music na puzon (1973–1974)
- Canzone na 4 rogi, 3 trąbki i 3 puzony (1973–1974)
- Rime na flet i harfę (1974)
- Mo-do na klawikord amplifikowany i klawesyn (1974)
- Mountains na klarnet basowy i taśmę (1977)
- Modal Music na akordeon (1978–1979)
- Interlude na gitarę (1984)
- Apparances I na wiolonczelę (1987)
- Apparances II na kwartet klarnetowy (1987)
- Hommage à Henri na klarnet i fortepian (1989)
- Music na kontrabas (1989–1991)
- Trio na flet, klarnet basowy i fortepian (1990)
- Fauxbourdon na flet, fortepian, syntezator, marimbę, mandolinę, skrzypce i altówkę (1991–1992, zrewid. 1993)
- Kwartet saksofonowy (1993)

### Utwory fortepianowe
- Scherzo (1948)
- Sonatina (1949)
- Sonata na 2 fortepiany (1950)
- 4 Préludes (1950)
- Variations on a French Popular Song (1950)
- 5 études (1951)
- 4 Rhythmic Études (1952)
- 3 African Études (1954)
- Lydic Suite (1954)
- Zes dansen (1955)
- Men Go Their Ways (1964)
- Linkerhand en rechterhand (1976)
- Les Adieux (1988)

### Utwory wokalno-instrumentalne
- Hiob na solistów, chór, orkiestrę i taśmę (1956)
- Brabant na głos średni i orkiestrę (1959)
- Psalm 118 na chór i 2 puzony lub organy (1966)
- Haiku II na sopran i orkiestrę (1968)
- Lamento Pacis na chór i instrumenty (1969)
- The Birth of Music II na głos, recytatora i taśmę (1978)
- And They Shall Reign Forever na mezzosopran, klarnet, fortepian i perkusję (1981)
- Invocations na chór i instrumenty (1983)
- Transparence na chór, 3 trąbki i 3 puzony (1986)
- Cinq hymnes na chór, 2 perkusje i 2 fortepiany (1988)

### Opery
- opera telewizyjna Alceste (wyk. telewizja holenderska 1963)
- De droom (wyst. Amsterdam 1965)
- Antigone (1991)

### Balety
- De Bijen (1964)
- Krishna en Radha (1964)

### Muzyka elektroniczna
- Electronic Suite na taśmę (1958)
- Syntaxis I na taśmę (1966)
- Chronos na 4 ścieżki dźwiękowe (1980)
- Clair-Obscur na elektroniczne źródła dźwięku (1981–1982)